# Iso Pyhäsaari
Iso Pyhäsaari är en ö i Finland. Den ligger i sjön Pyhäselkä och i kommunen Libelits i den ekonomiska regionen  Joensuu ekonomiska region  och landskapet Norra Karelen, i den sydöstra delen av landet, 400 km nordost om huvudstaden Helsingfors. Öns area är 58,6 hektar och dess största längd är 1,3 kilometer i sydöst-nordvästlig riktning.